# Стокхолмско метро
Стокхолмското метро (на шведски: Stockholms tunnelbana) е железопътна подземна система, част от обществения градски транспорт в Стокхолм, Швеция.
Системата включва 3 основни линии със 100 метростанции, 48 от които са подземни, а 52 са на земната повърхност.
На 30 септември 1933 г. е поставено началото на подземния железопътен транспорт в Стокхолм с прокопаването на тунел под Сьодермалм, свързващ влакови композиции от обществения градски транспорт. Именно от този тунел идва шведското име за метро „tunnelbanan“, буквално „тунелен транспорт“. Означението на Стокхолмското метро е бял кръг със синя буква Т в средата.
Стокхолмското метро се отличава с уникални за всяка метростанция декорации. Наричано е най-дългата художествена галерия в света. Няколко от метростанциите (най-вече в рамките на „Синята линия“) са оставени до основната носеща скала, груби и недовършени, като останалия декор се вписва в рамките на концепцията. Метростанция Рисне притежава гигантска фреска с мотиви от историята на световните цивилизации, по протежение на двете страни на платформата.

## История
Причината за започване на строежа на Стокхолмското метро е в изключителната натовареност на улиците на Стокхолм по време на първата четвърт на 20 век . Колите, автобусите и трамваите са причинявали задръствания по улиците и стокхолмските политици, вдъхновени от решението на проблема в други градове като Лондон, Париж и Ню Йорк взимат решение за построяване на метро-система . След голям обществен дебат, започва планирането на метро-системата през 1941 г., като окончателното завършване на първия етап на подготвителните работи приключва през 1944 г. 
Първата линия на метрото е отворена на 1 октомври 1950 г. , когато съществуващата от 1933 г. подземна железопътна система е приведена спрямо стандартите за метро транспорт. Тази първа линия е вървяла в посока на юг от станция Слюсен. В рамките на няколко години линията е била разделена на три линии, насочени в южна посока от централната част на Стокхолм. През 1952 г. се отваря нова линия към западните предградия. През 1957 г.  тази и съществуващите линии са свързани, чрез изграждане на връзка през стария град, и поделят обща централна метростанция. „Червената линия“ е отворена през 1964 г., с две отделни линии, обхващащи оста североизток-югозапад. „Синята линия“ е отворена през 1975 г. с две линии, насочени на северозапад от централната станция. Последно през 1994 г. са достроени части от съществуващата вече „Зелена линия“.

## Технология
Метрото използва енергоразпределителната система на обществения железопътен транспорт с номинален оперативен волтаж 650 V за зелената и червената линии и 750 V за синята линия.
Използват се основно 271 модерни вагона, но съществуват и около 200 вагона, произведени през 1970-те и 1980-те години. Метро-композицията включва до 8 стари или 3 модерни вагона с обща дължина 140 m.
По-старите вагони, типове от C6 до C15, са с дължина 17,62 m, на широчина са 2,8 m и са високи 3,8 m. Тежестта им е между 20 и 30 t и побират 48 седящи пътници (384 седящи места в пълната композиция). Обикновено се прикачват от 6 до 8 вагона от този тип.
Болшинството от старите вагони, постепенно се заместват с т.нар. „Vagn 2000“ (тип C20), въведени в употреба за първи път през май 1998 г. Метро-композициите от този тип включват 2 до 3 вагона тип C20, всеки с дължина 46,5 m с врати от двете страни. Общият брой на седящите места в такава композиция е 414.
Старите вагони могат да бъдат забелязани в пиковите часове, главно по червената и синята линии, като единствено типове C6, C9, C14 и C15 са все още в употреба, с общото име Cx. Препълнена композиция в пиковите часове може да побере между 1000 и 1200 пътници.
Максималната скорост за червената и синята линии е 80 km/h, а за зелената 70 km/h. (в рамките на метростанциите максималната позволена е 50 km/h). Максималното ускорение е 0,8 m/s².
За осъществяването на максимална сигурност при близките дистанции, в които оперира метрото, съществува автоматична система, изпращаща постоянни контролни сигнали. Сигналът се получава през релсите от антена, закачена на оста на първото колело, и се сравнява с текущата скорост на композицията. При подаден сигнал от главната система, спирачният механизъм на определена композиция се задейства, ако е превишена максималната позволена скорост. На машиниста се дава информация за текущото ограничение на скоростта на екрана в кабината за управление. При тип C20 или при тип Cx, преекипирани с новата система, директно това се отразява на скоростомера. Системата не позволява композиции да се разминат при близък контакт със скорости, по-големи от 15 km/h.
Друга система позволява автоматично управление на метро-композицията, но машинистът все още контролира отварянето и затварянето на вратите, както и потеглянето. Тази система до началото на 2007 г. съществува единствено при „Зелената линия“.
| Съвременни вагони:            | Съвременни вагони: | Съвременни вагони: | Съвременни вагони: | Съвременни вагони: | Съвременни вагони: | Съвременни вагони: | Съвременни вагони: | Съвременни вагони: | Съвременни вагони: | Съвременни вагони: | Съвременни вагони: |
| ----------------------------- | ------------------ | ------------------ | ------------------ | ------------------ | ------------------ | ------------------ | ------------------ | ------------------ | ------------------ | ------------------ | ------------------ |
| C6                            | C6                 | C9                 | C9                 | C14                | C14                | C15                | C15                | C20                | C20                | C20F               | C20F               |
| Използвани в миналото вагони: |                    |                    |                    |                    |                    |                    |                    |                    |                    |                    |                    |
| A13                           | B13                | C1                 | C2                 | C3                 | C4                 | C5                 | C7                 | C8                 | C12                | C13                | C14z               |

## Линии
- „Зелената линия“ има 49 метростанции: 12 са подземни (9 бетонни, 3 в масивна скала) и 37 наземни метростанции. Линията е дълга 41 256 m. Отворена е на 1 октомври 1950 г., използвана е от 451 000 пътници на ден или 146 милиона пътници годишно през 2005 г.
- „Червената линия“ има 36 метростонции: 20 подземни (4 бетонни, 16 в масивна скала) и 15 надземни. Линията е с обща дължина 41 238 m. Отворена е на 5 април 1964 г., използвана е от 394 000 пътници на ден или 128 милиона пътници годишно през 2005 г.
- „Синята линия“ е с 20 метростанции: 19 подземни (всички в масивна скала) и 1 наземна. Общата дължина на трасето и 25 516 m. Отворено е на 31 август 1975 г., използвана е от 171 000 пътници на ден или 55 милиона пътници годишно през 2005 г.

| Линия | Маршрут                                                | Отворена на       | Дължина  | Метростанции |
| ----- | ------------------------------------------------------ | ----------------- | -------- | ------------ |
| 10    | Кунгстредгорден – Юлста (Kungsträdgården – Hjulsta)    | 31 август 1975    | 15,1 km  | 14           |
| 11    | Кунгстредгорден – Акала (Kungsträdgården – Akalla)     | 5 юни 1977        | 15,6 km  | 12           |
| 13    | Норшбори – Рупстен (Norsborg – Ropsten)                | 2 септември 1967  | 26,6 km  | 25           |
| 14    | Фруенген – Мьорби Ц (Fruängen – Mörby C)               | 30 септември 1973 | 19,5 km  | 19           |
| 17    | Окешов – Скарпнек (Åkeshov – Skarpnäck)                | 19 ноември 1958   | 19,6 km  | 24           |
| 18    | Алвик – Фаршта странд (Alvik – Farsta strand)          | 24 ноември 1957   | 18,4 km  | 23           |
| 19    | Хеселби странд – Хегсетра (Hässelby strand – Hagsätra) | 9 септември 1951  | 28,6 km  | 35           |
| Общо  | Общо                                                   | 1 октомври 1950   | 143,4 km | 100          |

## Поддръжка
Метрото е собственост на Община Стокхолм, която е договорила съвместната поддръжка с Veolia Transport.